# Sport Clube Penalva do Castelo
O Sport Clube Penalva do Castelo é um clube português, com sede na vila de Penalva do Castelo, distrito de Viseu. O clube foi fundado em 28 de Agosto de 1945 e o seu actual presidente chama-se Carlos Matos. Este clube disputa na época de 2013-2014, a Divisão de Honra, da AF Viseu.

## Histórico
|                   | Nº Presenças   | Títulos |
| ----------------- | -------------- | ------- |
| Temporadas na 1ª  | 0              |         |
| Temporadas na 2ª  | 0              |         |
| Temporadas na 2ªB | 3 (a decorrer) |         |
| Temporadas na 3ª  | 28             |         |
| Taça de Portugal  | -              |         |
| Taça da Liga      | 0              |         |

## Estádio
A equipa de futebol do Sport Clube Penalva do Castelo disputa os seus jogos caseiros no Parque Desportivo de Sant´Ana.
| Época | I | II | III | IV | V | Pts    | J  | V  | E  | D  | GM | GS | +/- | TP |
| 1992-1993 |   |    |     | 3  |   | 39 pts | 34 | 14 | 11 | 9  | 32 | 25 | 7   |    |
| 1995-1996 |   |    |     | 6  |   | 37 pts | 34 | 12 | 13 | 9  | 41 | 32 | 9   |    |
| 1994-1995 |   |    |     | 4  |   | 41 pts | 34 | 16 | 9  | 9  | 52 | 34 | 18  |    |
| 1993-1994 |   |    |     | 7  |   | 54 pts | 34 | 16 | 6  | 12 | 61 | 38 | 23  |    |
| I - 1.ª Divisão; II - 2.ª Divisão; III - 3.ª Divisão; IV - 4.ª Divisão; V - 5.ª Divisão; Pts - Pontos; J - Jogos; V - Vitórias; E - Empates; D - Derrotas; GM - Golos Marcados; GS - Golos Sofridos; +/- - Diferença de Golos; TP - Taça de Portugal |   |    |     |    |   |        |    |    |    |    |    |    |     |    |

## Palmarés
- Campeão da II D Distrital da AFV: 1962/63
- 6 vezes Campeão da ID Distrital da AFV: 1968/1969, 1972/1973, 1978/1979, 1983/1984, 1989/1990, 1999/2000
- Campeão Nacional da 3ª Divisão Série C: 2003/2004
- Taça “Sócios Honorários” da AFV: 1991/1992
- Taça “Sócios de Mérito” da AFV: 1983/1984